# Horst Ebel (Verwaltungsbeamter)
Horst Ebel (* 3. Mai 1905 in Allenstein, Ostpreußen; † 28. September 1971 in Essen) war ein deutscher Verwaltungsbeamter, Kulturpolitiker und Behördenleiter in der Zeit des Nationalsozialismus. Von 1933 bis 1938 wirkte er als Leiter des Amtes für kulturelle Angelegenheiten in der Stadt Düsseldorf. In den Jahren 1936 bis 1939 und 1940 bis 1943 leitete er im Gau Düsseldorf auch das Amt für Kommunalpolitik, 1943 wurde er Präsident des Düsseldorfer Gauarbeitsamtes.

## Leben
Horst Ebel trat 1922 in den Dienst der Düsseldorfer Stadtverwaltung. Neun Semester studierte er an der Niederrheinischen Verwaltungsakademie und schloss dort mit einem Diplom ab. Seit 1924 inoffizielles Mitglied der NSDAP, begann er 1926 als Fachberater für Kommunalpolitik im Gau Rheinland-Nord eine Parteikarriere, die ab 1930 von dem Gauleiter Friedrich Karl Florian gefördert wurde. Zum 1. Januar 1930 trat er der Partei regulär bei (Mitgliedsnummer 185.139). Der Provinziallandtag der Rheinprovinz wählte den 27-Jährigen im April 1933 in den Provinzialausschuss, und der Düsseldorfer Oberbürgermeister Hans Wagenführ (NSDAP) beförderte ihn im gleichen Monat vom Stadtsekretär zum Hilfsdezernenten. Das daraufhin geschaffene Amt für kulturelle Angelegenheiten der Stadt Düsseldorf leitete er von 1933 bis 1938. Dabei sah er es als seine Aufgabe an, Düsseldorf als kulturellen Mittelpunkt Westdeutschlands so zu entwickeln, dass „fremder Geist“, der „in die rheinisch-deutsche Kultur einzudringen und ihn zu verwässern sucht“, abgewehrt und „eigenes Kulturgut“ (vgl. Deutsche Kunst) gefördert wird. Zusammen mit Gauleiter Florian betrieb er den Ausbau eines 1931 eingeweihten Schlageter-Nationaldenkmals zum „Schlageterpark“ und die Profilierung Düsseldorfs als „Schlageterstadt“.
In seiner Funktion als Kulturdezernent initiierte er zur Gleichschaltung des Kulturbetriebs die Gründung der Gesellschaft zur Förderung der Düsseldorfer bildenden Kunst. Zudem war er Vorsitzender im Städtischen Musikverein und kommissarischer Geschäftsführer des Reichsmuseums für Gesellschafts- und Wirtschaftskunde, dessen Ausstellungsinhalte er nach Vorstellungen des Nationalsozialismus überarbeiten ließ. Für das Stadtmuseum ließ er durch dessen Leiter, das NSDAP-Mitglied Hans Brückner (1887–1970), eine „germanenkundliche Abteilung“ aufbauen. Ein wichtiger Mitarbeiter war außerdem Hans Wilhelm Hupp, den er als Nachfolger des missliebigen Karl Koetschau 1933 provisorisch und 1934 vollamtlich zum Leiter des Kunstmuseums Düsseldorf bestellte. Hupp versuchte, 1935 im Kunstmuseum eine „Galerie der Neuzeit“ einzurichten, in der Beispiele moderner, zum Teil offiziell bald als „entartet“ betrachteter Kunst ausgestellt wurden, was dem Ansehen Ebels bei Vertretern nationalsozialistischer Kulturpolitik schadete.
Am 1. Mai 1934 wurde Ebel zum Leiter der Verwaltungsakademie Düsseldorf ernannt. Der Deutsche Gemeindetag berief ihn am 23. Mai 1934 in den Kulturausschuss. 1934/1935 gründete Ebel das Robert-Schumann-Konservatorium und berief Hugo Balzer zu seinem Direktor. Am 21. Dezember 1935 wurde Ebel in Düsseldorf zum Stadtrat ernannt. 1937 veranlasste er die Stiftung des „Robert-Schumann-Kunstpreises“. An der Organisation der Reichsmusiktage, die im Mai 1938 und 1939 im Düsseldorfer Ehrenhof stattfanden, wirkte er mit.
Bei der Organisation von Plastiken für die Reichsausstellung Schaffendes Volk durch die von ihm geleitete Gesellschaft zur Förderung der Düsseldorfer bildenden Kunst wurde ihm Versagen vorgeworfen. Reichsminister für Volksaufklärung und Propaganda Joseph Goebbels empfand einige auf der Ausstellung gezeigte Plastiken als „scheußlich“, insbesondere die Rossebändiger von Edwin Scharff. Die Düsseldorfer Nachrichten spotteten im Rückblick, die Plastiken repräsentierten „das unfertige Werk […] des schaffenden Volkes“. Ebel musste 1938 seinen Posten als Kulturdezernent räumen und erhielt stattdessen das Werbe- und Schulamt, die Marktverwaltung und den Schlacht- und Viehhof als Dezernat zugeteilt.
Parallel zu seiner Beschäftigung in der Stadtverwaltung leitete er von 1936 bis 1939 sowie von 1940 bis 1943 das Gauamt für Kommunalpolitik. Außerdem versah er für die Reichskulturkammer im Gau kommissarisch das Amt eines Landeskulturwalters. In diesen Funktionen trat er auch als Fachredner auf. Ferner publizierte er Schriften zur Kultur- und Museumsarbeit sowie zum Kunstleben und zur Stadtentwicklung in Düsseldorf.
Im September 1943 wurde Ebel auf Vorschlag von Gauleiter Florian durch den Generalbevollmächtigten für den Arbeitseinsatz, Fritz Sauckel, zum Präsidenten des Gauarbeitsamtes und Reichstreuhänders der Arbeit ernannt. 1944 schied er somit aus dem Dienst der Stadtverwaltung Düsseldorf aus. In seiner neuen Stellung war er unter anderem zuständig für den Einsatz von Zwangsarbeitern.

## Schriften (Auswahl)
- Schafft den Schlageterpark. In: Volksparole, Ausgabe Nr. 153 vom 4. Juli 1933.
- Der nationalsozialistische Bauwille einer Stadt. Die Neubautätigkeit in Düsseldorf seit der Machtübernahme. In: Zeitschrift für öffentliche Wirtschaft, Heft 7/1936. Ebenfalls in: Die nationalsozialistische Gemeinde, 1936, S. 504–507.
- mit Hans Wilhelm Hupp: Drei Jahre Museumsarbeit in Düsseldorf. Düsseldorf 1937.
- Künstler sehen Düsseldorf. Düsseldorf 1937.
- Düsseldorf und seine nähere Umgebung. Düsseldorf 1937.
- Fremdenverkehrspolitik als nationalsozialistische Aufgabe. In: Düsseldorfer Heimatblätter 5/1937, S. 129–137.
- „Schaffendes Volk“ als künstlerische Einheit. In: Rheinische Landeszeitung, Sonderbeilage vom 8. Mai 1937.
- Düsseldorf, die Kunst- und Gartenstadt. In: Die Gartenkunst, 9/1937, S. 72–74.
- Ein halbes Jahrzehnt nationalsozialistischer Kulturarbeit in Düsseldorf. Düsseldorf 1938.
- als Herausgeber: Wandlungen einer westdeutschen Residenz. Düsseldorf 1938.
- Die Kulturarbeit im Gau Düsseldorf. In: Die nationalsozialistische Gemeinde, 1941, S. 247.
- Die schöne Stadt – ihre Entschandelung und Gestaltung. In: Die nationalsozialistische Gemeinde, 1941, S. 279.